# Cratere Büsching

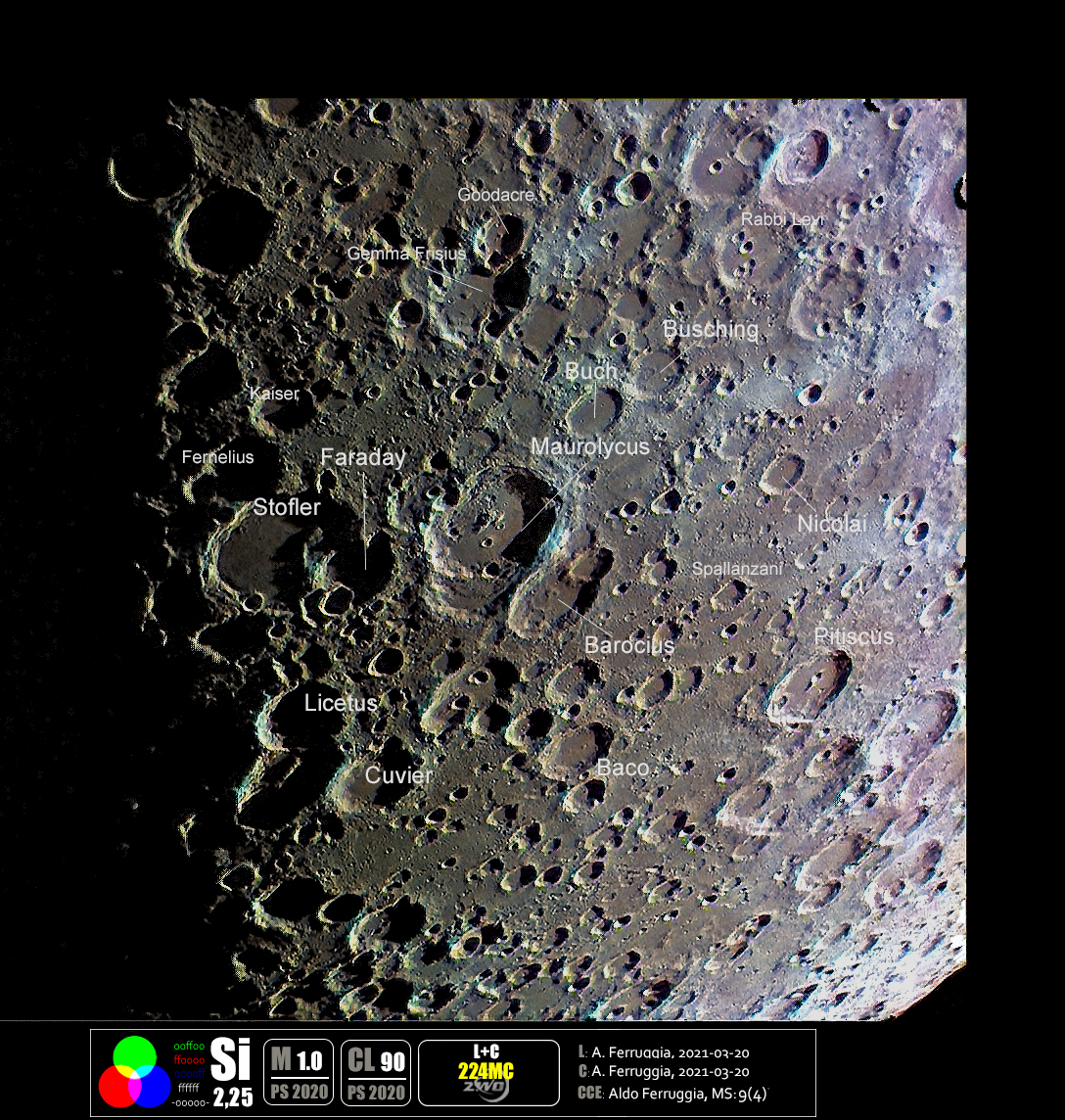
Immagine selenocromatica dell'area del cratere

Büsching è un cratere lunare di 53,49 km situato nella parte sud-orientale della faccia visibile della Luna.
Il cratere è dedicato al geografo tedesco Anton Friedrich Büsching.

## Crateri correlati
Alcuni crateri minori situati in prossimità di Büsching sono convenzionalmente identificati, sulle mappe lunari, attraverso una lettera associata al nome.
| Büsching | Coordinate            | Diametro (in km) |
| -------- | --------------------- | ---------------- |
| A        | 38°22′12″S 20°25′48″E | 5,19             |
| B        | 39°00′36″S 22°45′00″E | 17,92            |
| C        | 37°18′00″S 19°31′48″E | 7,41             |
| D        | 38°45′S 21°48′E       | 30,55            |
| E        | 36°42′36″S 18°22′48″E | 14,7             |
| F        | 39°06′S 20°57′E       | 5,73             |
| G        | 39°34′12″S 21°32′24″E | 7,3              |
| H        | 37°27′36″S 21°03′36″E | 4,71             |
| J        | 39°33′00″S 22°12′36″E | 6,71             |
| K        | 38°01′12″S 18°39′36″E | 5,07             |